# Hønsehuse (Slesvig)
Hønsehuse (dansk) eller Hühnerhäuser (tysk) er en bydel beliggende omkring Skovby- og Flensborggade nord for Hestebjerg i det nordlige Slesvig by i Sydslesvig, Tyskland. Bydelens navn skal forstås sådan, at hertugerne på Gottorp Slot her havde deres store hønsegårde, hvorfra slottets køkken forsynedes. I tidens løb gik navnet over til at betegne selve bebyggelsen. Selve de hertugelige hønsehuse var i funktion indtil 1713. Der findes beretninger om et tidligere slot, bygget af Erik af Pommern, i nærheden af Hønsehusene (Eriksborg).
I 1711 blev Hønsehusene sammen med Lolfod og Frederiksberg indlemmet i den kombinerede købstad Slesvig. Området lå i Michaelis Sogn (Arns Herred), da området tilhørte Danmark.